# حدوش محمد
حدوش محمد الأمين (18 أوت 1984 وهو أستاذ كبير جزائري منذ 2014، والفائز ببطولة الجزائر للشطرنج ست مرات (2005، 2009، 2012، 2013، 2014 ، 2015).

## روابط خارجية
- حدوش محمد على موقع الاتحاد الدولي للشطرنج (الإنجليزية)
- حدوش محمد على موقع مباريات الشطرنج (الإنجليزية)
- حدوش محمد على موقع 365Chess.com (الإنجليزية)
- حدوش محمد على موقع Chesstempo.com (الإنجليزية)
- حدوش محمد سجل أولمبياد الشطرنج على موقع OlimpBase.org (الإنجليزية)

- حدوش محمد في موقع مباريات الشطرنج
- حدوش محمد في موقع الاتحاد الدولي للشطرنج
- حدوش محمد في موقع الشطرنج 365
- حدوش محمد في موقع قاعدة بيانات الشطرنج